# Queen of Jordan
"Queen of Jordan" é o 17.° episódio da quinta temporada da série de televisão de comédia de situação norte-americana 30 Rock, e o 97.° da série em geral. Foi realizado por Ken Whittingham e teve o seu enredo escrito por Tracey Wigfield, que foi nomeada a um Prémios da Associação de Argumentistas dos Estados Unidos (WGA) pelo seu trabalho. A sua transmissão original nos Estados Unidos ocorreu através da rede de televisão National Broadcasting Company (NBC) na noite de 17 de Março de 2011. Dentre os artistas convidados, estão inclusos Sherri Shepherd, Susan Sarandon, Tituss Burgess, Paula Leggett Chase, Moya Angela, Ephraim Sykes, e Brad Bellamy.
Este episódio foi transmitido como um episódio de Queen of Jordan, um reality show fictício transmitido pela Bravo! que teve a sua origem em "Mrs. Donaghy". A trama principal segue Angie Jordan (interpretada por Shepherd) a assumir o seu papel no seu reality show, concentrando-se na sua carreira musical enquanto o seu marido Tracy Jordan (Tracy Morgan) ainda está na sua viagem em África. O executivo Jack Donaghy (Alec Baldwin) debate-se com a sua nova imagem de bufão desajeitado após um acidente embaraçoso em frente às câmaras, o que o leva a tentar recuperar a sua dignidade no ambiente caótico do reality show. Simultaneamente, Liz Lemon (Tina Fey) tenta freneticamente convencer Angie a ajudar a trazer Tracy de volta ao TGS, resultando num confronto entre as duas. Além disso, uma subtrama apresenta Lynn Onkman (Sarandon), uma ex-professora que regressa para se reencontrar com o argumentista Frank Rossitano (Judah Friedlander) depois de cumprir pena pelo seu relacionamento inadequado com ele quando ele era adolescente.
"Queen of Jordan" destaca-se dos demais episódios da série por parodiar reality shows como os da franquia The Real Housewives, utilizando uma estética mockumentary para satirizar tropos típicos do género, como conflitos exagerados e o "lançamento de vinho." O episódio foi centrado em Angie para dar continuidade à trama enquanto o ator Tracy Morgan estava afastado por motivos médicos. Além da execução detalhada e a inclusão de elementos cómicos, como os bonés do personagem Frank e a natureza misteriosa de Kenneth, "Queen of Jordan" exemplifica o humor absurdo da série, permitindo que personagens e enredos desafiem a realidade de forma progressiva ao longo das temporadas. O episódio alcançou sucesso por entre os fãs de 30 Rock, que expressaram desejo de ver Queen of Jordan transformado em um spin-off. Além disso, Jane Krakowski foi nomeada a um Prémio Emmy pelo seu desempenho no episódio.
Em geral, embora não universalmente, "Queen of Jordan" foi recebido com aclamação por partes dos críticos especialistas em televisão do horário nobre, que enalteceram a paródia de reality shows por captar o estilo e o drama exagerado de programas do género através do seu formato de programa dentro de um programa. Os críticos adoraram ainda o desempenho de Shepherd e apreciaram a forma como os argumentistas equilibraram a sátira com a homenagem. No entanto, houve críticos acharam que a subtrama com Sarandon distraiu o enredo principal e que faltou profundidade a certas personagens secundárias, o que poderia ter acrescentado mais nuances à comédia. De acordo com o sistema de mediação de audiências Nielsen Ratings, "Queen of Jordan" foi assistido por uma média de 4 milhões e 192 mil de agregados familiares durante a sua transmissão original norte-americana, e foi-lhe atribuída a classificação de 1,7 e cinco de share entre os telespectadores pertencentes ao perfil demográfico dos dezoito aos 49 anos de idade.

## Produção e desenvolvimento

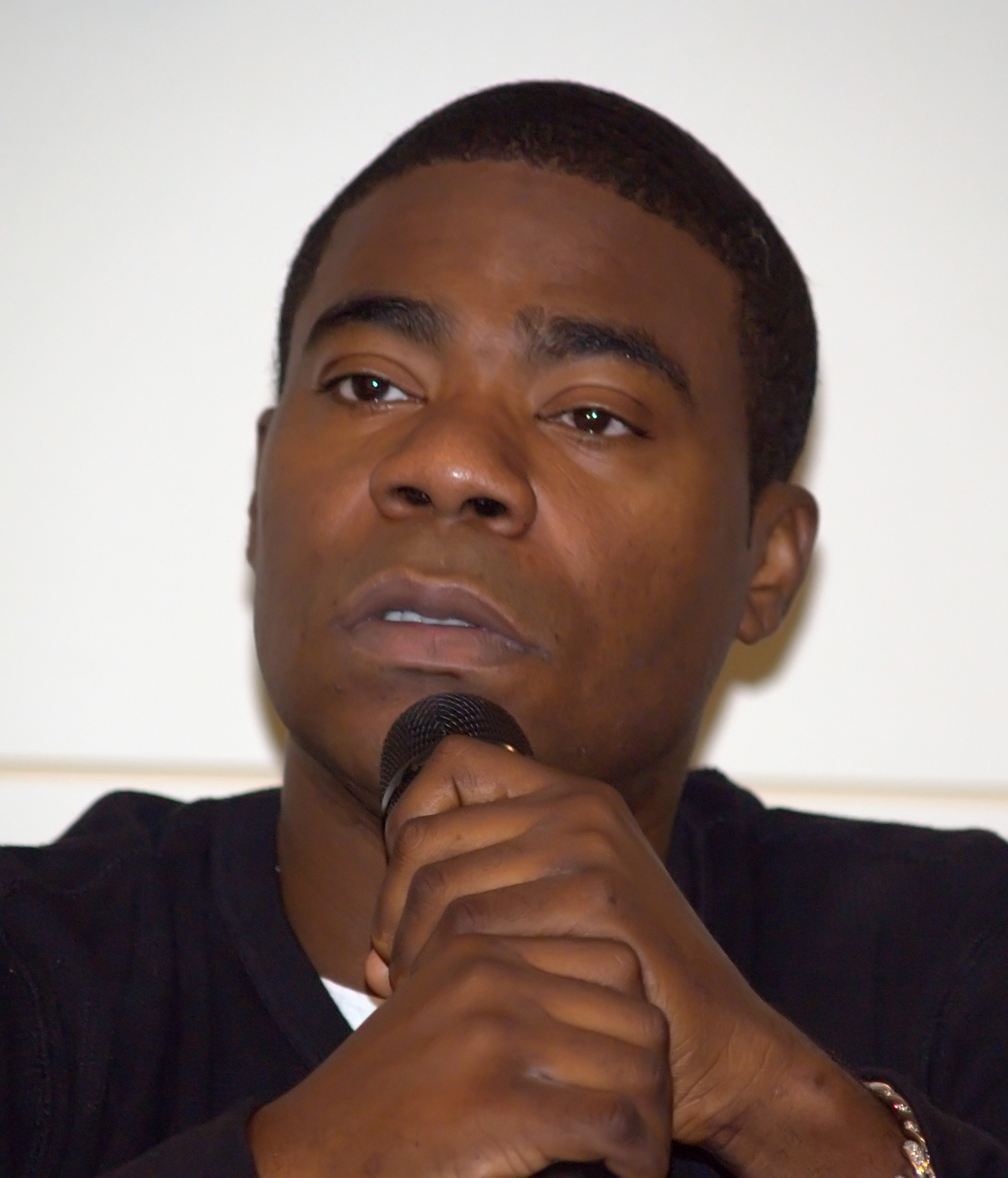
Um dos motivos por detrás da concepção de "Queen of Jordan" foi a ausência de Tracy Morgan do seriado enquanto se recuperava de uma cirurgia de transplate renal.

"Queen of Jordan" é o 17.° episódio da quinta temporada de 30 Rock. Foi realizado por Ken Whittingham e teve o seu enredo redigido por Tracey Wigfield, que é também responsável pela produção da temporada. Assim, marcou a quarta e a quinta vez que eles trabalham na realização e no guião de um episódio da série, respetivamente. O episódio mudou o formato habitual de sitcom de 30 Rock para uma paródia da estética e os tropos dos reality shows, emulando especificamente programas como The Real Housewives of Beverly Hills, com visuais de qualidade de vídeo, conflitos e dinâmicas de personagens exageradas. Tina Fey — criadora, produtora executiva, argumentista-chefe e atriz principal de 30 Rock — que se auto-intitula fã de reality shows, procurou canalizar os seus hábitos de visualização para o episódio, gerando discussões na sala dos argumentistas sobre como captar autenticamente a essência de reality shows. A equipa de argumentistas também experimentou vários cenários cómicos, como a personagem Randi, desempenhada por Paula Leggett Chase, a mostrar as suas habilidades de aeróbica, o que a levou a fazer um treino intensivo para garantir autenticidade na sua performance. Whittingham contribuiu para a filmagem distinta em estilo de documentário do episódio, optando por filmar "Queen of Jordan" com câmaras de vídeo digitais em vez da película tradicional para conseguir um estilo visual que se assemelhasse ao dos reality shows. Esta escolha permitiu a 30 Rock imitar melhor a estética de reality shows, com os seus planos de ritmo acelerado e com a câmara na mão e sensação "on-the-fly", tornando o episódio de realidade simulada ainda mais mais convincente.
Sherri Shepherd, que já havia participado de 30 Rock por nove vezes desempenhando Angie Jordan, protagonizou "Queen of Jordan". Esta foi uma decisão tomada de modo ao seriado poder prosseguir com a trama da viagem repentina da personagem Tracy Jordan à África, como na verdade, o intérprete Tracy Morgan estava em recuperação médica após uma cirurgia de transplante renal. O episódio, centrado em Angie e no seu programa transmitido pelo canal de televisão Bravo!, destaca as frases de efeito, a tensão dramática e as cenas recorrentes de "lançamento de vinho," todas inspiradas por episódios de reality shows populares. Segundo Robert Carlock, produtor executivo e showrunner da série, o conceito do episódio surgiu como uma estratégia para poupar custos, visto que o formato de mockumentary é menos dispendioso que o formato habitual de 30 Rock. Queen of Jordan foi apresentado pela primeira vez ao longo da sequência de créditos finais de "Mrs. Donaghy". Logo em seguida, uma página online foi criada para o programa fictício.
Wigfield, assim como os demais argumentistas, realizaram uma pesquisa extensa para conceber o episódio, pois precisavam compreender o trabalho de câmara típico dos reality shows, como seguir personagens através de portas ou filmar de ângulos incomuns, para aumentar a autenticidade da paródia. Este compromisso com os detalhes estendeu-se aos elementos cómicos do argumento, que apresentavam tropos como o lançamento de vinho, uma marca registada dos reality shows, exemplificado pelo momento no qual a personagem Randi atira sumo de uva a um cão durante as filmagens. Mais tarde, esta cena ganhou popularidade na internet como um GIF. "Queen of Jordan" teve também de se adaptar à realidade da produção, principalmente devido à ausência de Morgan. A equipa de argumentistas incorporou habilmente cenas de analepses com o ator, o que permitiu que o enredo progredisse enquanto acomodava a sua disponibilidade limitada. Além disso, a gravidez de Jane Krakowski durante as filmagens exigiu um enquadramento cuidadoso nos seus planos; a equipa de produção fez ajustes para acomodar a sua barriga crescente, marcando criativamente as suas posições com fita adesiva para manter a continuidade visual.

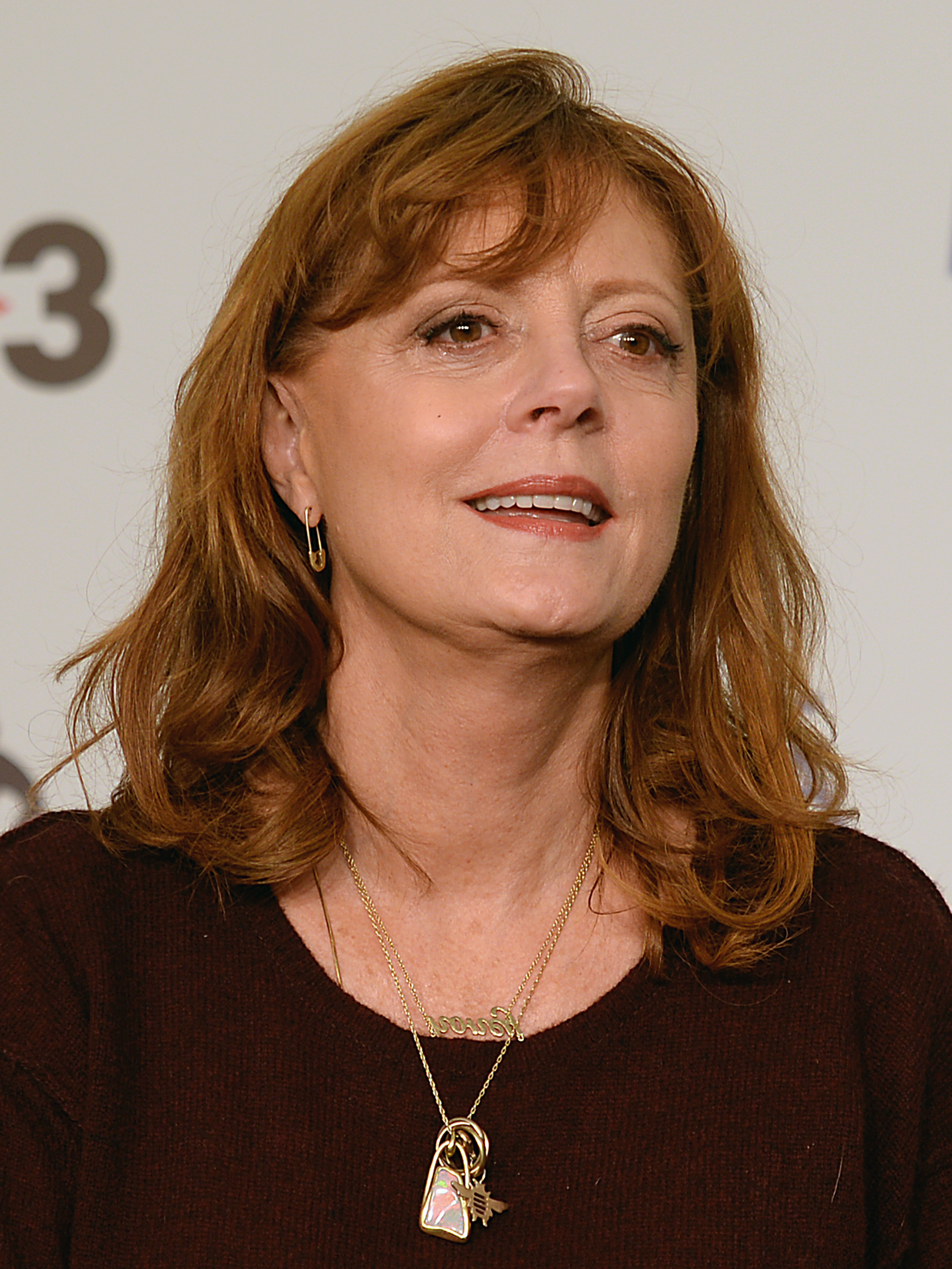
Susan Sarandon fez a sua primeira participação como Lynn Onkman.

O processo de seleção do elenco convidado incluiu a seleção de atores que pudessem incorporar as excentricidades dos reality shows, com alguns membros do elenco a terem diálogos limitados, concentrando-se em vez disso na sua fisicalidade e presença. O elenco regular de 30 Rock foi creditado como estrelas convidadas no início do episódio, e a abertura de Queen of Jordan lista Fey como criadora. Tituss Burgess participou do episódio como D'Fwan, a sua segunda em 30 Rock. O ator expressou muita felicidade pela liberdade que lhe foi dada com o papel, tendo os argumentistas ficado tão agradados pela sua prestação que o trouxeram de volta para mais dois episódios de 30 Rock e ainda em projetos posteriores como Unbreakable Kimmy Schmidt. A personagem Portia foi interpretada por Moya Angela, ao invés de Angela Grovey, que representou a personagem em "Mrs. Donaghy". Grovey não pôde participar de "Queen of Jordan" pois estava a gravar um filme de Queen Latifah em Atlanta, Geórgia, naquele momento. A participação de Susan Sarandon foi anunciada no final de Fevereiro de 2011. Ela desempenhou Lynn Onkman e voltaria na sexta temporada, no episódio "Alexis Goodlooking and the Case of the Missing Whisky", para a sua segunda e última aparição na série. Sarandon foi a protagonista de That's My Boy (2012), um filme de comédia no qual também interpretou uma professora com uma relação imprópria com o seu aluno.
À medida que foi progredindo com a suas temporadas, 30 Rock inclinou-se cada vez mais para o humor surreal, particularmente com a personagem Kenneth Parcell, que se tornou a mais estranha. Enquanto outras personagens experimentavam desenvolvimentos loucos, como Jack a trabalhar para a administração Bush ou Tracy a vencer um prémio Óscar, o arco de Kenneth tornou-se mais bizarro, com indícios de que poderia ser imortal. Este arco iniciou subtilmente na primeira temporada com o episódio "The Baby Show", no qual há um panfleto na secretária do Dr. Leo Spaceman que lê "Nunca Morre" com uma foto do estagiário no pano de fundo. A partir da terceira temporada, a série foi deixando cair inúmeras pistas sobre a natureza eterna de Kenneth, desde referências vagas à sua idade até momentos mais evidentes em temporadas posteriores. Ele lembra-se de ter tido um papagaio por 60 anos, reage fortemente a sons agudos que só os maiores de 40 anos conseguem ouvir, possui conhecimento enciclopédico sobre a história da televisão norte-americana, e até tem uma lápide que sugere que nasceu em 1781. O auge desta estranha história acontece quando a mãe de Kenneth revela que, à nascença, Kenneth lhe disse que não era humano, mas sim um ser imortal. Em "Queen of Jordan", uma das descrições atribuídas a Kenneth pela equipa do reality show é "Estagiário Idoso." Isto culmina no episódio final da série, no qual Kenneth, agora presidente da NBC, permanece inalterado pelo tempo, continuando a desempenhar bem o seu papel enquanto ouve um discurso da bisneta de Liz Lemon, décadas no futuro. A série deixou a imortalidade de Kenneth como um mistério aberto.
Judah Friedlander, intérprete do argumentista Frank Rossitano em 30 Rock, é conhecido pela sua coleção de chapéus de camionista adornados com vários slogans, frases e palavras. Esta caraterística não é apenas um adereço aleatório, mas sim uma parte integrante da personalidade de Frank e do humor da série. Segundo Friedlander, ele desenha e cria estes chapéus pessoalmente, tendo originado chapéus suficientes para usar um diferente em cada cena de 30 Rock, o que se traduz em cerca de três chapéus por episódio. O conteúdo dos chapéus de Frank reflete frequentemente a sua personalidade sarcástica, interesses peculiares ou referências à cultura popular. Alguns exemplos notáveis incluem erros ortográficos, frases nostálgicas e afirmações bizarras que dão uma ideia do carácter de Frank antes mesmo de ele falar. Ocasionalmente, os chapéus são incorporados no enredo, acrescentando uma camada extra de comédia. A personalidade de Friedlander na vida real também envolve o uso de chapéus semelhantes durante as suas atuações de comédia stand-up. Muitas vezes, ostenta nesses chapéus títulos ou capacidades ultrajantes, como "Campeão do Mundo" em diversas línguas, o que contrasta humoristicamente com o seu comportamento descontraído. Em "Queen of Jordan", Frank usa bonés que leem "Deli Meat," "Dot Matrix" e, na sua antiga fotografia da escola primária, "My First Hat."

## Enredo
Angie Jordan (Sherri Shepherd) vai ao escritório de Jack Donaghy (Alec Baldwin) para discutir o lançamento do seu single, "My Single Is Dropping". Jack oferece-se para organizar uma festa de lançamento no palco do TGS with Tracy Jordan mas, ao se movimentar enquanto conversa, tropeça e é apanhado pelas câmaras do reality show de Angie. Liz Lemon (Tina Fey), argumentista principal do TGS que estava no escritório no momento, implora a Angie para fazer o seu marido Tracy Jordan (Tracy Morgan) regressar da sua viagem à África, ao que Angie se recusa. Jack aconselha Liz a continuar a tentar convencer Angie a trazer Tracy de volta. Embora Liz recorra a diversos métodos para convencer Angie, incluindo uma imitação de Tracy e a exibição do vídeo do casamento deles, não consegue sucesso. A terceira tentativa de Liz, enviar um correio eletrónico do computador de Angie para Tracy, é a gota de água para Angie, que já estava farta das tentativas de Liz e arranca uma madeixa do cabelo dela. Enquanto isso, Jack Donaghy é retratado pelo reality show como um homossexual flatulento e desajeitado, após um desentendimento que surgiu depois de uma conversa com Walter "Dot Com" Slattery (Kevin Brown) e Warren "Grizz" Griswold (Grizz Chapman) sobre o seu tempo como estudante universitário. Então, D'Fwan (Tituss Burgess), amigo homossexual de Angie, aproveita a oportunidade para abordar Jack sobre a sua vida dentro do armário. No final, na festa de lançamento do single de Angie, Liz finalmente confronta-a sobre como trazer Tracy de volta. Angie fica em prantos e chora. Liz pede desculpas e Angie confessa que sente falta do seu marido, admitindo estar a tentar trazer Tracy de volta desde que ele se foi embora, mas como ele não quer voltar, ela finge estar feliz com isso.
Entretanto, Jenna Maroney (Jane Krakowski) tenta conseguir mais tempo de ecrã com as câmaras do reality show para promover a sua página online Jennas-Side.com, recorrendo a atitudes como instigar brigas com o elenco e atirar vinho. Mais tarde, Portia (Moya Angela) conversa com Jenna sobre o seu alcoolismo, quando Jenna bêbada tenta iniciar uma briga com ela. Uma intervenção é então planeada para Jenna, que finge não gostar da ideia, mas na verdade adora porque lhe dará mais tempo de ecrã. No entanto, o tiro lhe sai pela culatra, quando Pete Hornberger (Scott Adsit, que liderou a intervenção, envia Jenna para a reabilitação. No final, Jenna foge da carrinha que a levaria para a reabilitação e participa da festa de lançamento do single de Angie.
Simultaneamente, a notícia da libertação de Lynn Onkman (Susan Sarandon) da prisão revela ao escritório do TGS que o argumentista Frank Rossitano (Judah Friedlander) era amante de Lynn quando ele tinha quatorze anos. Lynn encontra-se com Frank no escritório dos argumentistas do TGS. Inspirada pelo amor dos dois, Randi (Paula Leggett Chase) agenda um encontro entre os dois no seu estúdio de pole dance e observa-os enquanto dança num varão. Frank e Lynn acabam tendo uma discussão, pois Lynn acha que ele permaneceu "preso" na sua vida de adolescente fã de banda desenhada e bonecos de ação. Embora inicialmente furioso, Frank decide provar-lhe que está pronto para se tornar num para ela, levando todos os seus brinquedos para o local de trabalho dela num restaurante de comida rápida e colocando-os numa fritadeira. Lynn é despedida, mas reacende a relação com Frank.

### Reconhecimento

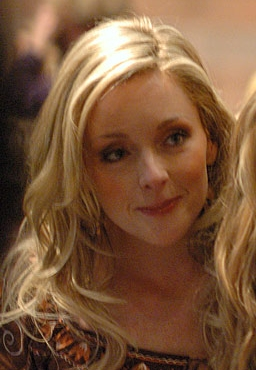
Jane Krakowski foi nomeada a um Prémio Emmy pelo seu desempenho no episódio.